# Comté de Culberson
Le comté de Culberson (anglais : Culberson County) est un comté situé dans l'ouest de l'État du Texas aux États-Unis. Il est nommé en l'honneur de David Culberson, un avocat et soldat de l'Armée des États confédérés. Le siège du comté est Van Horn. Selon le recensement de 2020, sa population est de 2 188 habitants
Le comté a une superficie de 9 875 km2, dont 9 874 km2 en surfaces terrestres.

## Démographie
| Groupes                          | Comté de Culberson | Texas | États-Unis |
| -------------------------------- | ------------------ | ----- | ---------- |
| Blancs                           | 78,9               | 70,4  | 72,4       |
| Autres                           | 15,4               | 10,6  | 6,4        |
| Métis                            | 2,8                | 2,7   | 2,9        |
| Amérindiens                      | 1,3                | 0,7   | 0,9        |
| Asiatiques                       | 1,0                | 3,8   | 4,8        |
| Afro-Américains                  | 0,6                | 11,9  | 12,9       |
| Total                            | 100                | 100   | 100        |
|                                  |                    |       |            |
| Hispaniques et Latino-Américains | 76,2               | 37,9  | 16,7       |

Selon l'American Community Survey, en 2010, 66,20 % de la population âgée de plus de 5 ans déclare parler l'espagnol à la maison, 33,49 % déclare parler l'anglais et 0,31 % l'arabe.

## Comtés adjacents
| Comté d'Otero     | Comté d'Eddy        |                 |
| Comté de Hudspeth | Comté de Culberson  | Comté de Reeves |
|                   | Comté de Jeff Davis |                 |

## Photos

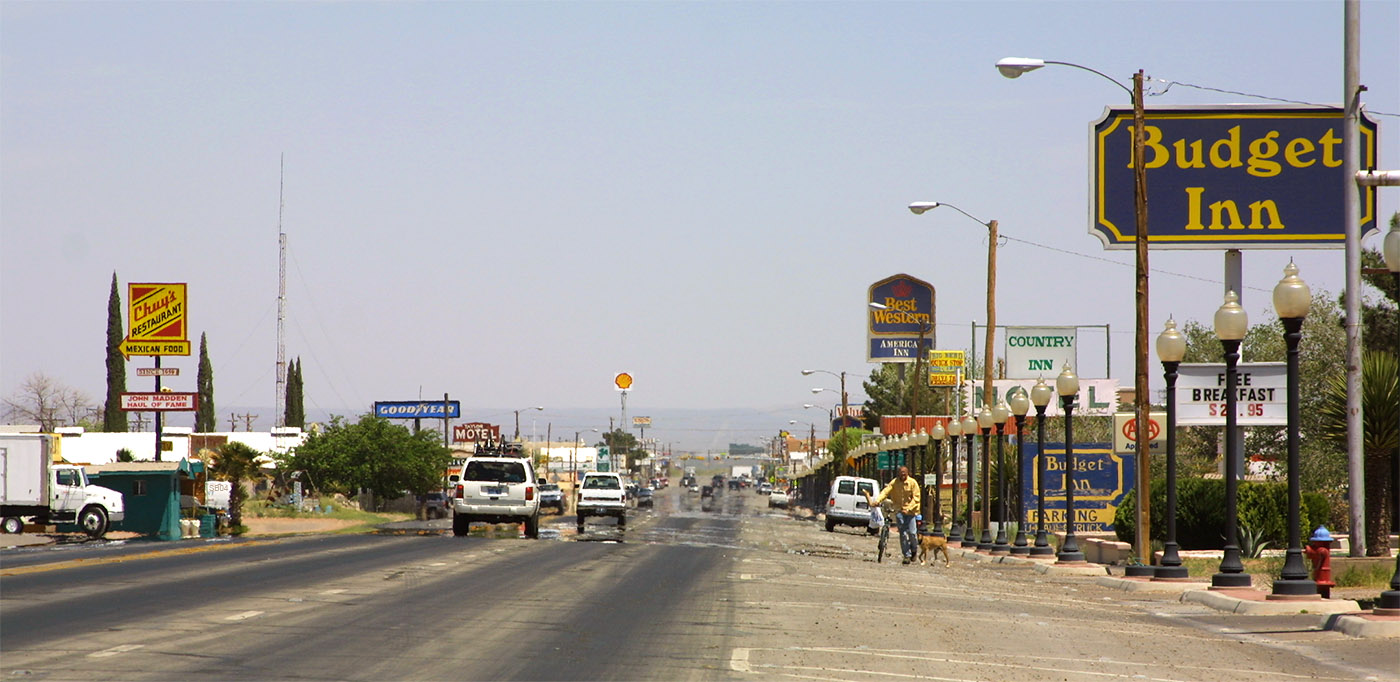
Van Horn.
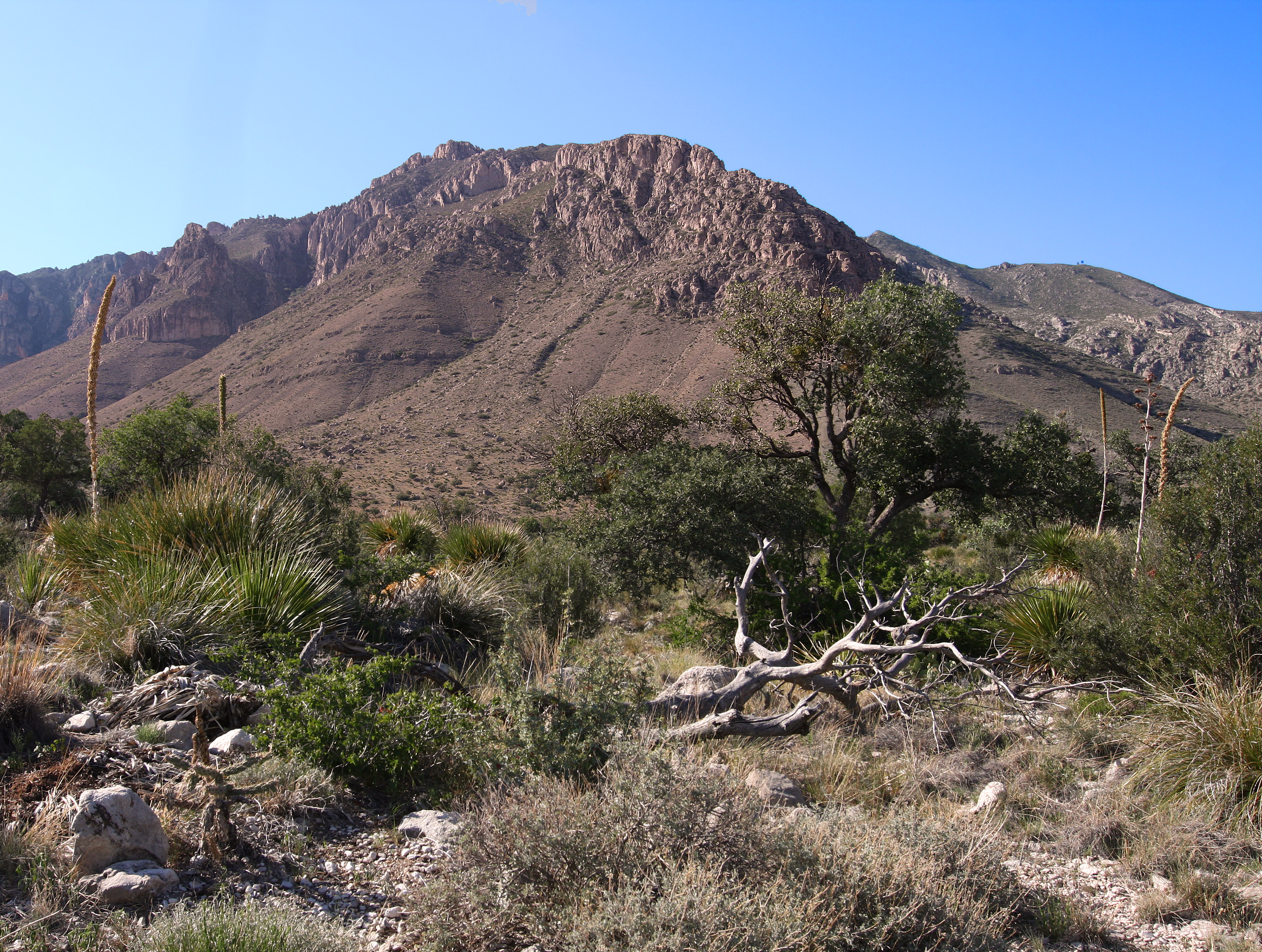
Le pic Hunter.
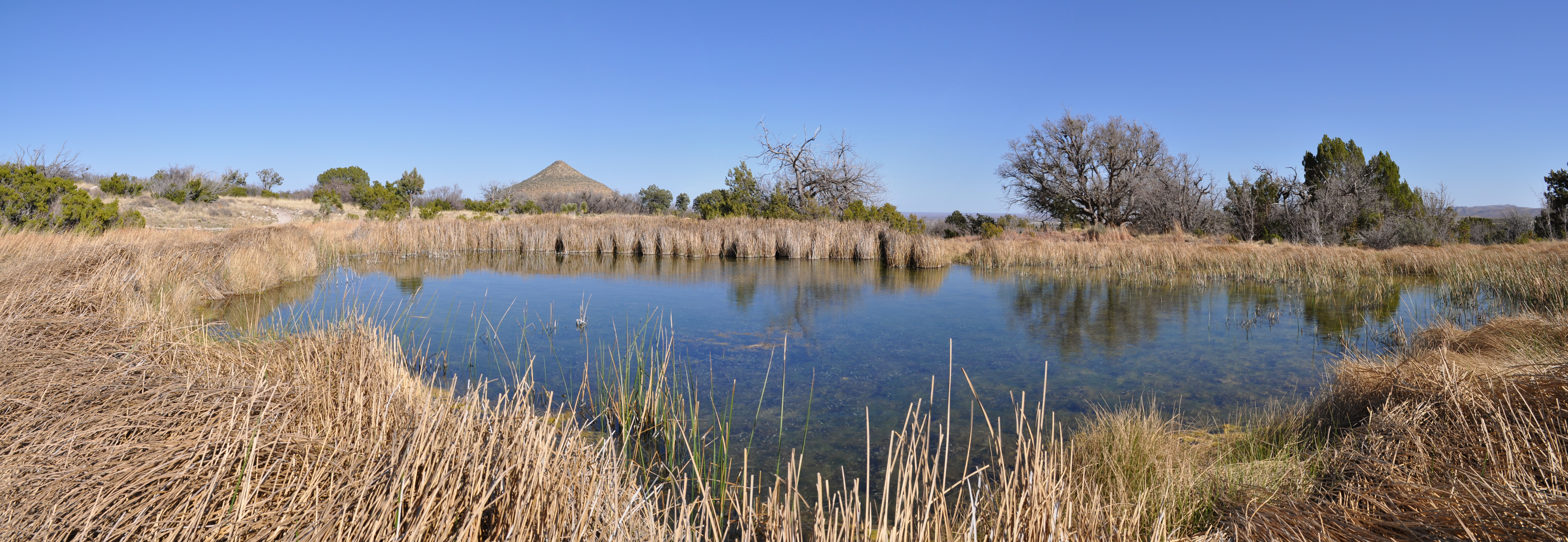
Source de Manzanita Spring.
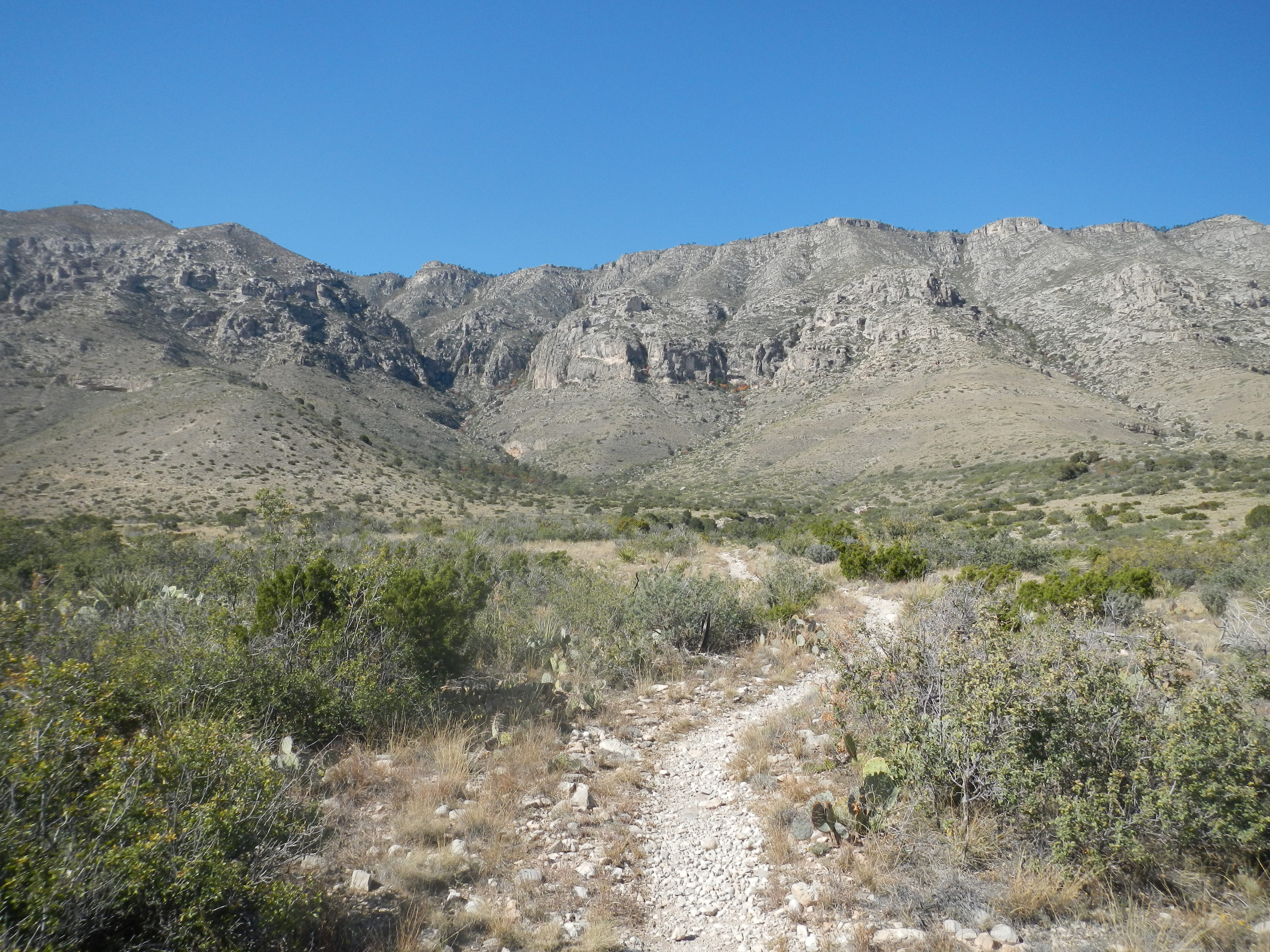
Le Smith Spring Trail, sentier de randonnée.
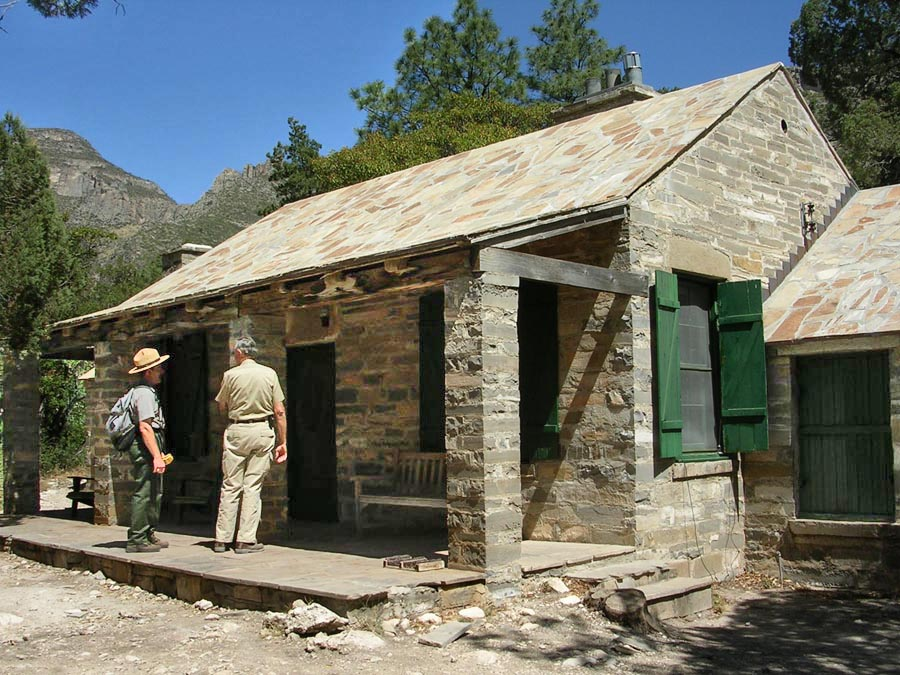
Wallace Pratt Lodge, lieu historique.
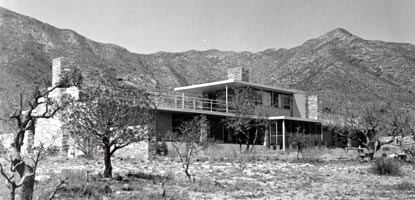
Wallace E. Pratt House, autre lieu historique.
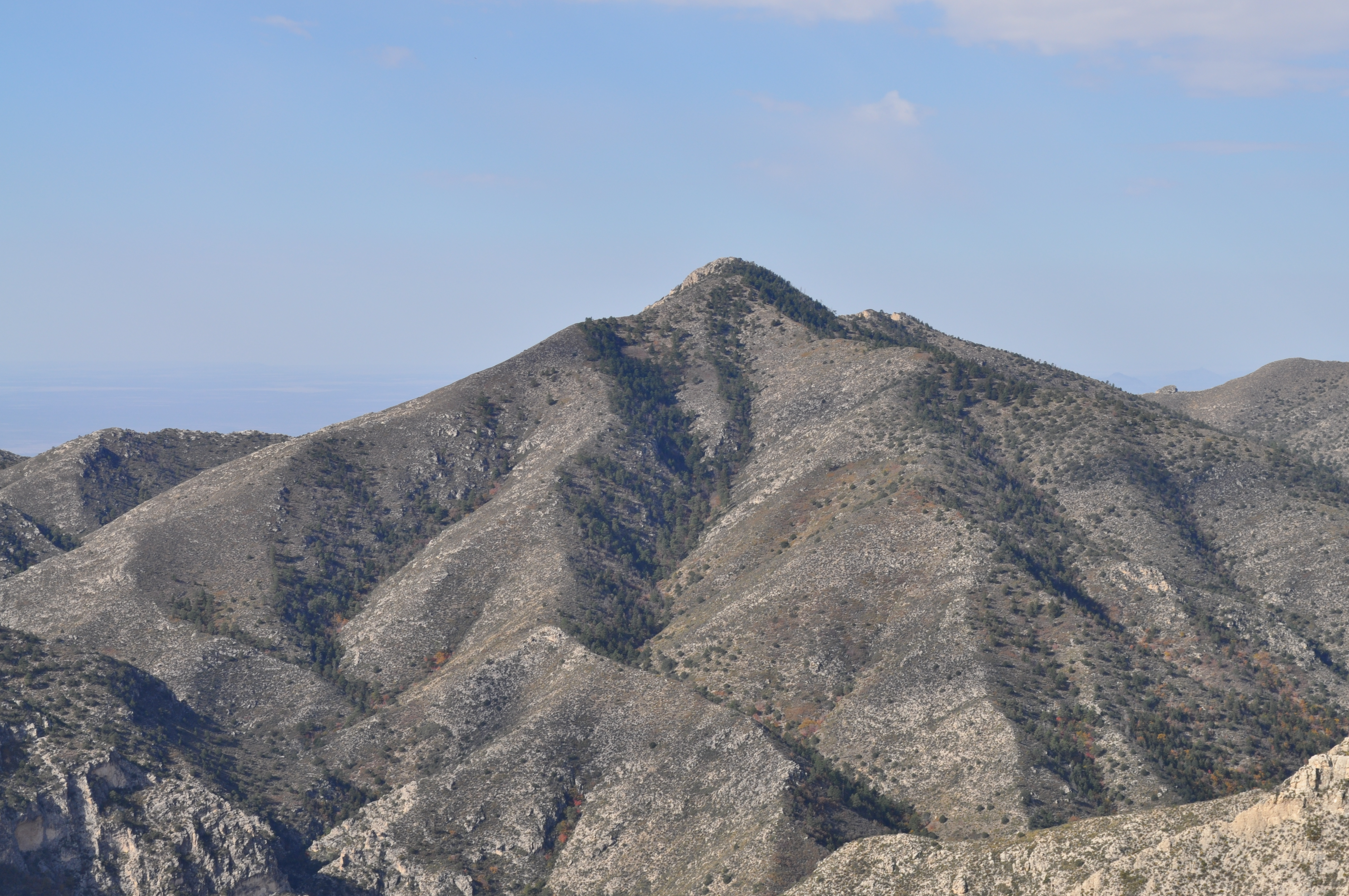
Pic Shumard.